# Marie-Josée Morneau
Marie-Josée Morneau (Longueuil, 4 de diciembre de 1969) es una deportista canadiense que compitió en judo. Ganó una medalla de bronce en el Campeonato Panamericano de Judo de 1996 en la categoría de –56 kg.
Participó en los Juegos Olímpicos de Atlanta 1996, donde finalizó decimosexta en la categoría de –56 kg.

## Palmarés internacional
| Campeonato Panamericano | Campeonato Panamericano | Campeonato Panamericano | Campeonato Panamericano |
| Año                     | Lugar                   | Medalla                 | Categoría               |
| ----------------------- | ----------------------- | ----------------------- | ----------------------- |
| 1996                    | San Juan (Puerto Rico)  | Medalla de bronce       | –56 kg                  |